# Gerra (geslacht)
Gerra is een geslacht van vlinders uit de familie uilen (Noctuidae). De wetenschappelijke naam van het geslacht is voor het eerst geldig gepubliceerd in 1865 door Francis Walker.
De typesoort is Gerra radicalis Walker, 1865

## Soorten
- G. aelia Druce, 1889
- G. brephos Draudt, 1919
- G. lunata Köhler, 1936
- G. pulchra Draudt, 1919
- G. radiata Becker, 2010
- G. radicalis Walker, 1854
- G. sevorsa (Grote, 1882)
- G. sophocles Dyar, 1912